# Joe Cobb
Joe Frank Cobb (7 november 1917 - 21 mei 2002) was een Amerikaans acteur en voormalig kindster.
Na een auditie bij Hal Roach, kreeg Cobb in 1922 een rol in Our Gang. Hij speelde in 86 korte films voor Our Gang en stapte uit de serie in 1929. Hij stond bekend als het dikke jongetje van de groep.
Nadat zijn carrière als acteur eindigde in de jaren 40, werd hij monteur voor de Noord-Amerikaanse Luchtvaart. Hij ging met pensioen in 1981. In 1944 had hij een figurantenrol in de musical Meet Me in St. Louis.
Cobb stierf een natuurlijke dood in 2002.